# Potok Gerovčica
Potok Gerovčica este o arie protejată (sit de importanță comunitară — SCI) din Croația întinsă pe o suprafață de 7,6 ha, integral pe uscat.

## Localizare
Centrul sitului Potok Gerovčica este situat la coordonatele 45°31′08″N 14°38′38″E / 45.519°N 14.644°E.

## Înființare
Situl Potok Gerovčica a fost declarat sit de importanță comunitară în iulie 2013 pentru a proteja 1 specie de animale.

## Biodiversitate
Situată în ecoregiunea alpină, aria protejată nu include niciun habitat protejat.
La baza desemnării sitului se află o specie protejată de  nevertebrate: Austropotamobius torrentium.